# Felix Airways
Felix Airways Limited (Arabisch: طيران السعيدة, tayaran alsaeida) ook wel bekend als "Al Saeeda" is een low-cost luchtvaartmaatschappij met zijn hoofdkantoor in Sanaa, Jemen. Het is opgericht in 2008 als een dochtermaatschappij van Yemenia door de Islamitische Bank voor Ontwikkeling, met als doel om de groeiende markt voor low-cost vluchten aan te kunnen.
Operaties zijn zwaar verstoord sinds 2015 door het militaire conflict wat ook de hub Sanaa International Airport bevat.

## Vloot
De vloot bestond eind augustus 2017 uit de volgende vliegtuigen:
| Vliegtuig           | Totaal | Orders | Passagiers |
| ------------------- | ------ | ------ | ---------- |
| Bombardier CRJ200ER | 2      | 0      | 50         |
| Bombardier CRJ700   | 1      | 0      | 60         |
| Totaal              | 3      | 0      |            |

Afriqiyah Airways · Air Algérie · Air Arabia · Air Cairo · Air Djibouti · Badr Airlines · EgyptAir · Emirates · Etihad Airways · flyadeal · flyEgypt · flynas · Gulf Air · Iraqi Airways · Jordan Aviation · Kuwait Airways · Libyan Airlines · Mauritania Airlines ·Middle East Airlines · Nesma Airlines · Nile Air · Nouvelair · Oman Air · Qatar Airways · Riyadh Air · Royal Air Maroc · Royal Jordanian · Saudia · Sudan Airways · Syrian Air · Tarco Aviation · Tassili Airlines · Tunisair · Yemenia